# Daniel Iversen
Daniel Iversen (* 19. Juli 1997) ist ein dänischer Fußballtorwart.
Er spielte in seiner Jugend für Esbjerg fB und wechselte Anfang des Jahres 2016 nach England zu Leicester City. Ab 2018 wurde Iversen an mehrere englische Klubs sowie an den belgischen Erstligisten Oud-Heverlee Löwen verliehen. Des Weiteren war er dänischer Nachwuchsnationaltorwart.

## Karriere

### Verein
Im Januar 2016 verließ Daniel Iversen den dänischen Verein Esbjerg fB und schloss sich Leicester City aus der englischen Premier League an. Nachdem er sowohl für die U21 als auch für die U23 zum Einsatz gekommen war, wechselte er im Juli 2018 leihweise für ein Jahr zu Oldham Athletic in die Football League Two. Zudem verlängerte Iversen seine Vertragslaufzeit bei Leicester City bis 2021. Sein erstes Spiel im Profifußball absolvierte er am 4. August 2018 bei der 1:2-Heimniederlage am ersten Spieltag gegen Milton Keynes Dons. Bei Oldham Athletic wurde Daniel Iversen Stammtorhüter und absolvierte alle 42 Punktspiele, zudem kam er in einem Spiel im League Cup und in vier Partien im FA Cup zum Einsatz. Nach nur einem Jahr folgte eine Leihe zu Rotherham United, wo er ebenfalls erste Wahl war. Im August 2020 wurde Iversen nach Belgien an Oud-Heverlee Löwen verliehen und war dort zunächst Stammtorwart, verlor allerdings bald seinen Platz zwischen den Pfosten. Daraufhin wurde der Leihvertrag aufgelöst und Leicester City gab ihn im Januar 2021 leihweise an Preston North End ab. Dort war Daniel Iversen wieder erste Wahl auf der Position zwischen den Pfosten. In der Sommerpause 2021 kehrte er zwar zu den Foxes zurück, freilich wurde er im August erneut an Preston North verliehen. Nach eineinhalb Jahren bei Leicester und 12 Einsätzen in der Premier League folgte im Januar 2024 die Leihe zu Stoke City.

### Nationalmannschaft
Am 2. Oktober 2012 gab Daniel Iversen in einem Testspiel sein Debüt für die U16-Nationalmannschaft Dänemarks und kam für diese Altersklasse bis 2013 auf acht Länderspiele, drei davon waren beim Mercedes Benz Aegean Cup. Bereits vorher debütierte er für die U17-Nationalmannschaft und bestritt drei seiner zwölf Einsätze in der Qualifikation für die U17-Europameisterschaft 2014 in Malta; für die U17-Auswahl lief er bis Ende 2013 auf. Für die U18-Junioren spielte Iversen bis 2014 in drei Partien. Ab besagtem Kalenderjahr hatte er dann bis 2016 17 Auftritte in der U19-Nationalmannschaft der Dänen und kam sowohl in der Qualifikation für die U19-Europameisterschaft 2015 in Griechenland sowie für die U19-Europameisterschaftsendrunde 2016 in Deutschland. Von 2016 bis 2017 war Daniel Iversen U20-Nationalspieler und wurde in vier Spielen eingesetzt.
Am 31. August 2017 debütierte er in einem EM-Qualifikationsspiel für die U21 der Dänen. und qualifizierte sich mit dieser Mannschaft für die U21-Europameisterschaft 2019 in Italien und San Marino. Dort gehörte Iversen zum dänischen Kader und schied mit seiner Mannschaft nach der Gruppenphase aus, dabei spielte er in allen drei Partien der dänischen Mannschaft. Insgesamt absolvierte er 16 U21-Länderspiele.
Am 4. August 2019 wurde Daniel Iversen von Trainer Åge Hareide erstmals für die dänische A-Nationalmannschaft nominiert, als er als Ersatz für den verletzten Frederik Rønnow nach nominiert wurde. Einen Tag später saß er in einem EM-Qualifikationsspiel ohne Einsatz auf der Bank, im darauffolgenden Qualifikationsspiel drei Tage später gehörte er nicht zum Kader. Erst knapp drei Jahre später wurde Iversen wieder für die A-Nationalmannschaft der Dänen nominiert, als Hareides Nachfolger Kasper Hjulmand ihn für zwei Testspiele berief.